# Järns församling
Järns församling var en församling i Karlstads stift och i Melleruds kommun. Församlingen uppgick 2010 i Holms församling.

## Administrativ historik
Församlingen har medeltida ursprung. 
Församlingen var till 1 maj 1927 annexförsamling i pastoratet Ör, Dalskog, Gunnarsnäs, Holm, Skållerud och Järn, som till omkring 1550 även omfattade Mustasäters och Östanå församlingar. Från 1 maj 1927 till 1962 var församlingen annexförsamling i pastoratet Holm, Skållerud och Järn. Från 1962 till 2010 var den annexförsamling i pastoratet Holm och Järn, som 2006 utökades med de församlingar som ingått i Bolstads pastorat. Församlingen uppgick 2010 i Holms församling.

## Kyrkor
- Järns kyrka